# 水高計
水高計（すいこうけい、英語：water-height-gauge）は、圧力と温度とを一つの計器で計測するための計器で、主にボイラーや貯湯槽管理などに使用される。

## 構造
一般的に圧力の測定原理はブルドン管圧力計と同様であり、温度の計測はバイメタル金属を使用する。